# Ecology (Zeitschrift)
Ecology ist eine begutachtete, internationale Fachzeitschrift für Ökologie.
Sie wird von der Ecological Society of America (ESA) herausgegeben und hat einen Impact Factor von 5,5. Sie belegt Platz 29 von 706 Fachzeitschriften.